# Dietrich Boie
Dietrich Boie (* 31. Dezember 1923 in Kiel; † 1. Februar 2001 in Stuttgart) war ein deutscher anthroposophischer Arzt und Mitentwickler des anthroposophischen Krebs-Arzneimittels Helixor.

## Leben
Dietrich Boie wuchs als Sohn eines Marineoffiziers mit zwei älteren Geschwistern in Kiel, Wilhelmshaven und Berlin auf. In Kiel besuchte er ein humanistisches Gymnasium und trat nach dem Abitur mit 18 dem Militär bei. Im Winter 1942 wurde er an die Front des Russland-Feldzuges verpflichtet und kehrte kurze Zeit später aufgrund einer Verletzung wieder nach Deutschland zurück. Daraufhin studierte er zwei Jahre lang Medizin, bis er 1944 wieder an die Ostfront zurückkehrte, wo er kurz in Gefangenschaft geriet. 1947 setzte er, nach einem zwischenzeitlichen Besuch eines Priesterseminars, sein Medizinstudium an der Universität Heidelberg fort, legte 1950 sein Staatsexamen ab und wurde 1952 an der Uni Göttingen zum Dr. med. promoviert. Aus zweiter und dritter Ehe gungen insgesamt fünf Kinder hervor.
Nach mehreren Stationen als Klinikarzt ließ er sich 1954 in Mannheim als praktischer Arzt nieder. Von 1954 bis 1980 forschte er an einem neuen homöopathischen Mistelpräparat zur Krebstherapie und brachte damit die Misteltherapie der Anthroposophischen Medizin entscheidend voran. 1975 gründete er die Firma HELIXOR Heilmittel GmbH & Co, die aus dem 1971 von ihm gegründeten Verein für Leukämie und Krebstherapie hervorging und 1980 ihre Tätigkeiten im baden-württembergischen Standort Rosenfeld konzentrierte. Er lehnte dafür ein Angebot des Gemeinschaftskrankenhauses Herdecke ab. Das Medikament Helixor erhielt als erstes homöopathisches Mistelpräparat die Zulassung beim Bundesgesundheitsministerium nach dem damaligen Arzneimittelgesetz von 1976. Die Firma Helixor beschäftigt heute etwa 85 Mitarbeiter und investiert nach eigenen Angaben rund zehn Prozent des Umsatzes in die Forschung.

## Werke
- Vorläufige Mitteilung über den gegenwärtigen Stand der anthroposophisch-medizinischen Therapie der Leukämien. Stuttgart 1967.
- Das erste Auge. Ein Bild des Zirbelorgans aus Naturwissenschaft, Anthroposophie, Geschichte und Medizin. Verlag Freies Geistesleben (Menschenwesen und Heilkunst 8), Stuttgart 1968.
- Mistel und Krebs. Eine anthroposophisch-medizinische Studie zur Mistel-Therapie des Krebses. Freies Geistesleben (Menschenwesen und Heilkunst 9), Stuttgart 1970.
- Zur Behandlung des malignen Melanoms. Rosenfeld, Verein für Leukämie- und Krebs-Therapie, 12 (1977), 1–15.
- Zur Helixor®-Behandlung des Plasmozytoms. Rosenfeld, Verein für Leukämie- und Krebs-Therapie, 11 (1977), 1–7.
- Die Behandlung von Lebermetastasen verschiedener Primärtumoren mit Helixor®. (mit J. Gutsch, R. Burkhardt), in: Therapiewoche. 31 (1981), 1865–1869.